# Folytassa a kempingezést!
Folytassa a kempingezést! (eredeti cím: Carry On Camping), 1969-ben bemutatott brit (angol) filmvígjáték, a nyaralási filmek paródiája, a Gerald Thomas által rendezett Folytassa… filmsorozat 17. darabja. Szereplői a sorozat rendszeres sztárjai, Sid James, Kenneth Williams, Charles Hawtrey, Joan Sims, Terry Scott, Hattie Jacques, Barbara Windsor, Bernard Bresslaw és Peter Butterworth. Alternatív magyar cím: Folytassa a kempingben, avagy felejtsd el a hálózsákot!

## Cselekmény
Sid és haverja, Bernie (Sid James és Bernard Bresslaw) és barátnőik, a szigorúan prűd Joan és a szelíd Anthea (Joan Sims és Dilys Laye), a moziban egy Paradicsom nevű nudista táborról szóló filmet néznek. A felháborodott lányok otthagyják a vetítést, a két kéjsóvár fickó viszont elhatározza, hogy nekik is ott a helyük. Barátnőiket ráveszik egy közös sátras nyaralásra (nudizás említése nélkül). A Paradicsom kempingben azonban Josh Fiddler (Peter Butterworth), a pénzéhes tulaj először beszedi a borsos úgymond „tagsági díjakat”, csak azután közli, hogy itt nem tűri a nudis „disznólkodást”. A kemping csak egy sima családi táborhely, eléggé szegényes szolgáltatásokkal, egy sáros mezőn. Josh egyetlen befizetett fillért sem ad vissza, így a társaság mégis ott marad. A két fiút újabb csalódás éri, amikor barátnőik nem akarnak velük koedukált sátorban aludni.
Ugyanide érkezik Peter Potter (Terry Scott), aki utálja a kempingezést, de sárkány-természetű, idegesítően vihogó felesége, Harriet (Betty Marsden) minden évben idekényszeríti. Útközben Petert megkergeti egy bika, puskával lövöldöz rá egy farmer, aki viselős leányának felcsinálóját véli felfedezni benne (is). Hozzájuk csapódik a tenyeres-talpas, ügyetlenkedő Charlie (Charles Hawtrey), kezdő táborozó, aki egy lőtéren verte fel a sátrát, lelőtték a feje fölül, és most az eső elől Potterék sátrába menekül. A következőkben Charlie rengeteg bajt okoz és egyre inkább púp lesz Peter hátán. Potterék hajnalban csendben felszedik sátrukat és otthagyják Charlie-t, aki azonban röviddel utánuk szintén befut a Paradise kempingbe.
A következő csoport a Chayste Place („chaste”=szűzies) leányiskolából érkezik, vezetőjük Dr. Soaper (Kenneth Williams) és azt őérte epedő Miss Haggard (Hattie Jacques). A lányok a közeli diákszállóba költöznek, ahol a főkolompos Babs (Barbara Windsor) és barátnője, Fanny (Sandra Caron) felcserélik Dr. Soaper és Miss Haggard szobáin az ajtószámokat. A kínos helyzet után másnap a szabadtéri reggeli torna közben Babsról lepattan a bikinifelső, egyenesen Dr. Soaper kezébe.
Az éjszakai eső eláztatja Sid és Bernie sátrát, azonnal haza akarnak menni, de a tornázó lánycsapat láttán másként döntenek. Babs, a „bögyös szexbomba” megzavarja a a férfiak fejét. Sid és Bernie is úgy látják, saját imádott, de vonakodó barátnőik helyett a diáklányokkal több eredményre juthatnak. Peter Potter fellázad, és kidobja a rajtuk élősködő Charlie-t. Miss Haggard szerelmet vall a rémült Dr. Soapernek.
A szomszéd telekre egy hippi fesztivál kezdőik, szól a Flowerbuds (=„virággyermekek”) együttes koncertje. Az összes csaj átrohan a táncos bulira.  A táborozók összefognak, Sid és Bertie hippi-nek öltözve a táncolók közé vegyük, mindenkit felfűznek egy madzagra, Josh traktorral „összevonja” őket, és mindenkit lefújnak hígtrágyával. A zenekart Jim Tanner egy rövidzárlattal elnémítja. A csendháborítók elmenekülnek, de az összes rajongó diáklány is elmegy velük a zenekar teherautóján (szerencsére Charlie is). Dr. Soaper és Miss Haggard elkötik Potterék tandem kerékpárját és üldözőbe veszik a lányokat. Peter Potter nem kesereg a kerékpár után, mert többé nem kempingeznek, csak kényelmes luxusutakra mennek. Bernie és Sid számára is kellemes fordulat van kilátásban: a két lány, Joan és Anthea végre engednek az ostromnak és bebújnak hozzájuk a fiú-sátorba. Még egy csapást kell elhárítani: feltűnik Mrs Fossey, Joan aggódó anyukája (Amelia Bayntun), aki meg akarja óvni a két lány erkölcseit. A félénk Anthea fellázad, szabadon enged egy kecskebakot, amely mekegve elkergeti Mrs Fosseyt…

## Szereposztás
| Szerep                         | Színész             | Magyar hangja (1. szinkron) | Magyar hangja (2. szinkron) | Magyar hangja (3. szinkron) |
| ------------------------------ | ------------------- | --------------------------- | --------------------------- | --------------------------- |
| Sid Boggle                     | Sidney „Sid” James  | Gruber Hugó                 | Tordy Géza                  | Beregi Péter                |
| Charlie Muggins (→ „Bálek”)    | Charles Hawtrey     | Görög László                | Szacsvay László             | Maros Gábor                 |
| Joan Fussey                    | Joan Sims           | Molnár Piroska              | Kovács Nóra                 | Simon Eszter                |
| Dr. Kenneth Soaper             | Kenneth Williams    | Perlaki István              | Harsányi Gábor              | Harsányi Gábor              |
| Peter Potter                   | Terry Scott         | Láng József                 | Gesztesi Károly             | Besenczi Árpád              |
| Babs                           | Barbara Windsor     | Kiss Erika                  | Kiss Erika                  | Mics Ildikó                 |
| Miss Haggard                   | Hattie Jacques      | Némedi Mari                 | Molnár Piroska              | Molnár Piroska              |
| Bernie Lugg                    | Bernard Bresslaw    | Papp János                  | Németh Gábor                | Vass Gábor                  |
| Jim Tanner                     | Julian Holloway     | N/A                         | Galambos Péter              | N/A                         |
| Anthea Meeks                   | Dilys Laye          | Prókai Annamária            | Jani Ildikó                 | Orosz Anna                  |
| Josh Fiddler (→ „Svindler”)    | Peter Butterworth   | Dobránszky Zoltán           | Papp János                  | Pálfai Péter                |
| Harriet Potter, Peter felesége | Betty Marsden       | Andresz Kati                | Vándor Éva                  | Tóth Judit                  |
| Sally                          | Trisha Noble        | Rák Kati                    | Mics Ildikó                 | N/A                         |
| Mr. Short                      | Brian Oulton        | N/A                         | Izsóf Vilmos                | Pálfai Péter                |
| Farmer, lányos apa             | Derek Francis       | N/A                         | Gruber Hugó                 | N/A                         |
| Jane                           | Elizabeth Knight    | N/A                         | N/A                         | N/A                         |
| Fanny                          | Sandra Caron        | N/A                         | Balogh Erika                | N/A                         |
| Joy                            | Georgina Moon       | N/A                         | N/A                         | N/A                         |
| Hilda                          | Jennifer Pyle       | N/A                         | N/A                         | N/A                         |
| Betty                          | Jackie Poole        | N/A                         | N/A                         | N/A                         |
| Tehenészlány                   | Sally Kemp          | N/A                         | N/A                         | N/A                         |
| Mrs. Fussey, Joan anyja        | Amelia Bayntun      | N/A                         | Győri Ilona                 | Várnagy Kati                |
| Kommentátor hangja (moziban)   | Peter Cockburn      | N/A                         | Orosz István                | Kardos Gábor                |
| Néző a moziban                 | Michael Nightingale | N/A                         | Kardos Gábor                | N/A                         |
| Miss Dobbin                    | Valerie Leon        | N/A                         | Huszárik Kata               | N/A                         |
| A farmer lánya                 | Patricia Franklin   | N/A                         | N/A                         | N/A                         |
| További hangok                 | N/A                 | N/A                         | Kautzky József              | Sz. Nagy Ildikó             |

## „Magyarított” nevek
Némelyik magyar szinkronban megváltoztatták az eredeti karakterek nevét:
- Charlie Muggins → Charlie Bálek, a magyar „balek” szóból (Charles Hawtrey)
- Josh Fiddler → Josh Svindler, a „csaló” jelentésű német Schwindler szóból (Peter Butterworth)

## Sajátosságok
Ezt a filmet is alapvetően a „szex eladja magát” („sex sells”) alapelvre építették, tele van szexre utaló egy- és kétértelmű kiszólásokkal, helyzet- és szövegkomikumokkkal. Jelképértékű részlete a filmnek az aerobik-jelenetben a „bögyös” Barbara Windsorról lepattanó melltartó. Ez a geg visszaköszön más Folytassa-filmekben is, így pl. az 1974-es Folytassa, Dick! haranghúzó jelenetében. Hasonlóan azokhoz a Folytassa-filmekhez, amelyekben Sidney Jamesszel együtt szerepelt (aki hosszú időn át valódi szeretője volt), Barbara Windsor itt is megmutatja magát rövid meztelen villantásokban. Ezek a bevillantások Barbaras Windsort a sorozat legismertebb szereplőjévé tették annak ellenére, hogy csupán 8 részben szerepelt.

## Érdekességek
A cselekményt bevezető mozijelenetben Sid és Bernie (Sid James és Bernard Bresslaw) az 1959-es „Nudist Paradise” című angol mozifilm vetítését nézik, amelyet Charles Saunders rendezett. Ez volt az első mozifilm az Egyesült Királyságban, amelyben a cenzúra benne hagyta a meztelen jeleneteket.
A történetben utalások esnek korábbi Folytassa-filmekre, pl. amikor Miss Haggard (Hattie Jacques) elmeséli Dr. Soapernek (Kenneth Williams), hogy korábban kórházban dolgozott ápolónővérként (lásd az 1967-es Folytassa, doktor!-t).
A filmet 1969 őszén forgatták, a szabadtéri felvételeket sűrűn zavarta meg hosszas esőzés, ennek eredményét sok jelenetben látni is lehet.

## További információ
- Folytassa a kempingezést! a PORT.hu-n (magyarul)
- Folytassa a kempingezést! az Internetes Szinkronadatbázisban (magyarul)
- Folytassa a kempingezést! az Internet Movie Database-ben (angolul)
- Folytassa a kempingezést! a Rotten Tomatoeson (angolul)
- Folytassa a kempingezést! a Box Office Mojón (angolul)

- Robert Ross. The Carry On Companion. London: B.T. Batsford (2002). ISBN 0-7134-8771-2

- Carry On Camping, locations. The Whippit Inn (thewhippitinn.com). [2010. április 14-i dátummal az eredetiből archiválva]. (Hozzáférés: 2021. április 24.)

- Carry On Camping. 1969 (angol nyelven). Carry On Line (carryonline.com). [2021. február 2-i dátummal az eredetiből archiválva]. (Hozzáférés: 2021. január 29.)

- Carry On Camping. 1969 British comedy film (angol nyelven). British Comedy Guide (comedy.co.uk). (Hozzáférés: 2021. január 29.)

- Folytassa a kempingezést! (1969), film magyar szinkronnal. videa.hu. (Hozzáférés: 2021. január 29.)